# Gadeer Mreeh
Gadeer Kamal-Mreeh (in arabo غدير كمال مريح‎?; in ebraico ע'דִיר כַּמַאל מְרֵיח‎?; Daliyat al-Karmel, 21 giugno 1984) è una politica e giornalista palestinese con cittadinanza israeliana.
Nel 2017 è diventata la prima donna drusa israeliana a divenire conduttrice in un telegiornale nella televisione israeliana di lingua ebraica.

## Biografia
Gadeer Kamal-Mreeh è nata a Daliyat al-Karmel, città drusa situata sul Monte Carmelo, da famiglia araba drusa. Suo padre era un imprenditore edile, che Mreeh ricorda decorare la sua automobile con bandiere israeliane ogni Giorno dell'indipendenza. Mreeh si interessa al giornalismo televisivo sin dalla più giovane età; all'età di 12 anni, si è offerta volontaria per una stazione radio locale e ha presentato programmi sulla televisione via cavo. Ha conseguito una laurea in scienze sociali e imaging biomedico presso l'Università Bar-Ilan. Successivamente, ha conseguito un master in relazioni internazionali presso l'Università di Haifa.
Nel 2012, Mreeh è stata assunta dalla Israel Broadcasting Authority per presentare un programma televisivo in lingua araba. Nel 2015, è stata scelta per dirigere un notiziario in lingua araba su Channel 33. Nel febbraio 2017, Mreeh è divenuta conduttrice di un programma in lingua ebraica su Channel 1, diventando la prima donna drusa a presentare un notiziario in lingua ebraica sulla televisione israeliana. Alcuni leader della comunità drusa si sono lamentati con la famiglia per il suo nuovo lavoro. Mreeh ha però ricevuto sostegno dalla famiglia, nonché dal leader spirituale della comunità, Sheikh Mowafaq Tarif.
Prima delle elezioni parlamentari dell'aprile 2019, Mreeh si è unita al partito Resilienza per Israele, membro dell'alleanza politica Blu e Bianco. Mreeh è stata eletta alla Knesset, prima donna drusa ad entrarvi. Ha dichiarato di avere tra gli obiettivi di emendare la Legge sullo Stato-nazione, che specificasse la natura dello Stato di Israele come Stato-nazione ebraico. Alle elezioni parlamentari dell'aprile 2019, è stata eletta alla Knesset come membro del Blu e Bianco, divenendo la prima donna drusa ad entrarvi. Successivamente è stata di nuovo eletta alla Knesset, sempre nel Blu e Bianco, alle elezioni parlamentari del settembre 2019 e alle elezioni parlamentari del 2020. Ha lasciato il Blu e Bianco il 29 marzo 2020 per unirsi a Yesh Atid.
È sposata con Shadi Mreeh, un ingegnere elettrico. La coppia ha due figli e risiede a Daliyat al-Karmel. Mentre la madre e la nonna di Mreeh hanno adottato uno stile di vita religioso, lei si è definita secolare.